# Évêque de St David's

Le blason du diocèse de St David's.

L'évêque de St David's (Esgob Tyddewi en gallois, Bishop of St David's est un prélat anglican de l'Église au pays de Galles. Il est responsable du diocèse de St David's, dans le sud-ouest du pays de Galles, et son église majeure est la cathédrale de Saint David's.
La succession des évêques remonte à saint David de Ménevie qui au VIe siècle établit son siège dans ce qui est aujourd'hui la ville de Saint David's dans le Pembrokeshire, et fondant la cathédrale. 

## Histoire

Carte des diocèses de l'Église au pays de Galles.

Le gallois David de Ménevie est traditionnellement considéré comme le premier évêque du Dyfed. L'organisation épiscopale du pays de Galles au haut Moyen Âge est obscure, mais le siège de St David's semble avoir joué le rôle de métropole vis-à-vis des autres évêques gallois. Cette situation prend fin en 1115, lorsque le roi anglais Henri Ier installe à St David's l'évêque Bernard, confirmé par l'archevêque de Cantorbéry, en tant que suffragant de ce dernier. Ce n'est qu'en 1920 que réapparaît l'office d'archevêque du pays de Galles.

## Liste des évêques de St David's

### Jusqu'à la Réforme
- David
- Cynog
- Telio
- Ceneu
- Morfael
- Haernynin
- Elwaed
- Gurnuru
- Llunwerth Ier
- Gwrgwst
- Gwrgan
- Clydog
- Einion
- Elfodd (mort en 809)
- Ethelman
- Elaunc
- Maelsgwyd
- Sadyrnfyw (mort vers 831)
- Cadell
- Sulhaithnay
- vers 840 : Nobis
- Idwal
- Asser ? (mort vers 906)
- Arthwael
- Samson
- Ruelin
- Rhydderch
- Elwyn	Also known as Elguni
- Llunwerth II (mort vers 944)
- Morfyw (mort vers 945)
- Eneuris (mort vers 946)
- Nathan
- Ieuan
- Arwystl
- Morgeneu Ier (mort vers 999)
- Morgeneu II (mort vers 1023)
- Erbin (mort vers 1039)
- Trahaearn (mort vers 1055)
- Joseph (mort vers 1063)
- Bleiddud (mort vers 1071)
- Sulien
- Abraham (tué vers 1078)
- Sulien (restauré)
- Rhygyfarch (mort vers 1096)
- Wilfrid (mort en 1115)
- 1115 : Daniel (élection annulée)
- 1115-1148 : Bernard, premier suffragant de Cantorbéry
- 1148-1176 : David FitzGerald
- 1176-1198 : Peter de Leia
- 1199-1203 : Giraud de Barri (élection refusée par le roi)
- 1203-1214 : Geoffrey de Henlaw
- 1215-1229 : Iorwerth
- 1230-1247 : Anselme le Gros
- 1248-1256 : Thomas Wallensis
- 1256-1280 : Richard Carew
- 1280-1293 : Thomas Bek
- 1296-1328 : David Martin
- 1328-1347 : Henry Gower
- 1347-1349 : John de Thoresby
- 1350-1352 : Reginald Brian
- 1353-1361 : Thomas Fastolf
- 1361-1389 : Adam Houghton
- 1389 : Richard Mitford (élection annulée par le pape)
- 1389-1397 : John Gilbert
- 1397-1407 : Guy Mone
- 1408-1414 : Henry Chichele
- 1414-1415 : John Catterick
- 1415-1417 : Stephen Patrington
- 1417-1433 : Benedict Nichols
- 1433-1442 : Thomas Rodburn
- 1442-1446 : William Lyndwood
- 1447 : John Langton
- 1447-1460 : John De la Bere
- 1460-vers 1481 : Robert Tully
- 1482-1483 : Richard Martyn
- 1483-1485 : Thomas Langton
- 1485-1496 : Hugh Pavy
- 1496-1504 : John Morgan
- 1505-1508 : Robert Sherborne
- 1509-1522 : Edward Vaughan
- 1523-1536 : Richard Rawlins

### Pendant la Réforme
- 1536-1548 : William Barlow
- 1549-1554 : Robert Ferrar
- 1554-1559 : Henry Morgan

### De la Réforme à la séparation de l'Église et de l'État
- 1560-1561 : Thomas Young
- 1561-1581 : Richard Davies
- 1582-1592 : Marmaduke Middleton
- 1594-1615 : Anthony Rudd
- 1615-1621 : Richard Milbourne
- 1621-1627 : William Laud
- 1627-1635 : Theophilus Feild
- 1635-1649 : Roger Maynwaring
- 1660-1677 : William Lucy
- 1677-1683 : William Thomas
- 1683-1686 : Laurence Womock
- 1686-1687 : John Lloyd
- 1687-1699 : Thomas Watson
- 1705-1710 : George Bull
- 1710-1713 : Philip Bisse
- 1713-1723 : Adam Ottley
- 1724-1731 : Richard Smalbroke
- 1731 : Elias Sydall
- 1732-1743 : Nicholas Clagett
- 1743 : Edward Willes
- 1744-1752 : Richard Trevor
- 1752-1761 : Anthony Ellys
- 1761-1766 : Samuel Squire
- 1766 : Robert Lowth
- 1766-1774 : Charles Moss
- 1774-1779 : James Yorke
- 1779-1783 : John Warren
- 1783-1788 : Edward Smallwell
- 1788-1793 : Samuel Horsley
- 1794-1800 : William Stuart
- 1801-1803 : George Murray
- 1803-1825 : Thomas Burgess
- 1825-1840 : John Jenkinson
- 1840-1874 : Connop Thirlwall
- 1874-1897 : Basil Jones
- 1897-1920 : John Owen

### Depuis la séparation de l'Église et de l'État
- 1920-1926 : John Owen
- 1926-1950 : David Prosser, également archevêque du pays de Galles de 1944 à 1949
- 1950-1956 : William Havard
- 1956-1971 : John Richards
- 1971-1981 : Eric Roberts
- 1981-1991 : George Noakes, également archevêque du pays de Galles de 1986 à 1991
- 1991-1996 : Ivor Rees
- 1996-2001 : Huw Jones
- 2002-2008 : Carl Cooper
- 2008-2016 : Wyn Evans
- depuis 2016 : Joanna Penberthy